# Рингетт
Рингетт (англ. Ringette) — исключительно женский командный вид спорта из семейства хоккеев. Является особенно популярным в Канаде, Финляндии, Швеции, США и Чехии.

## История

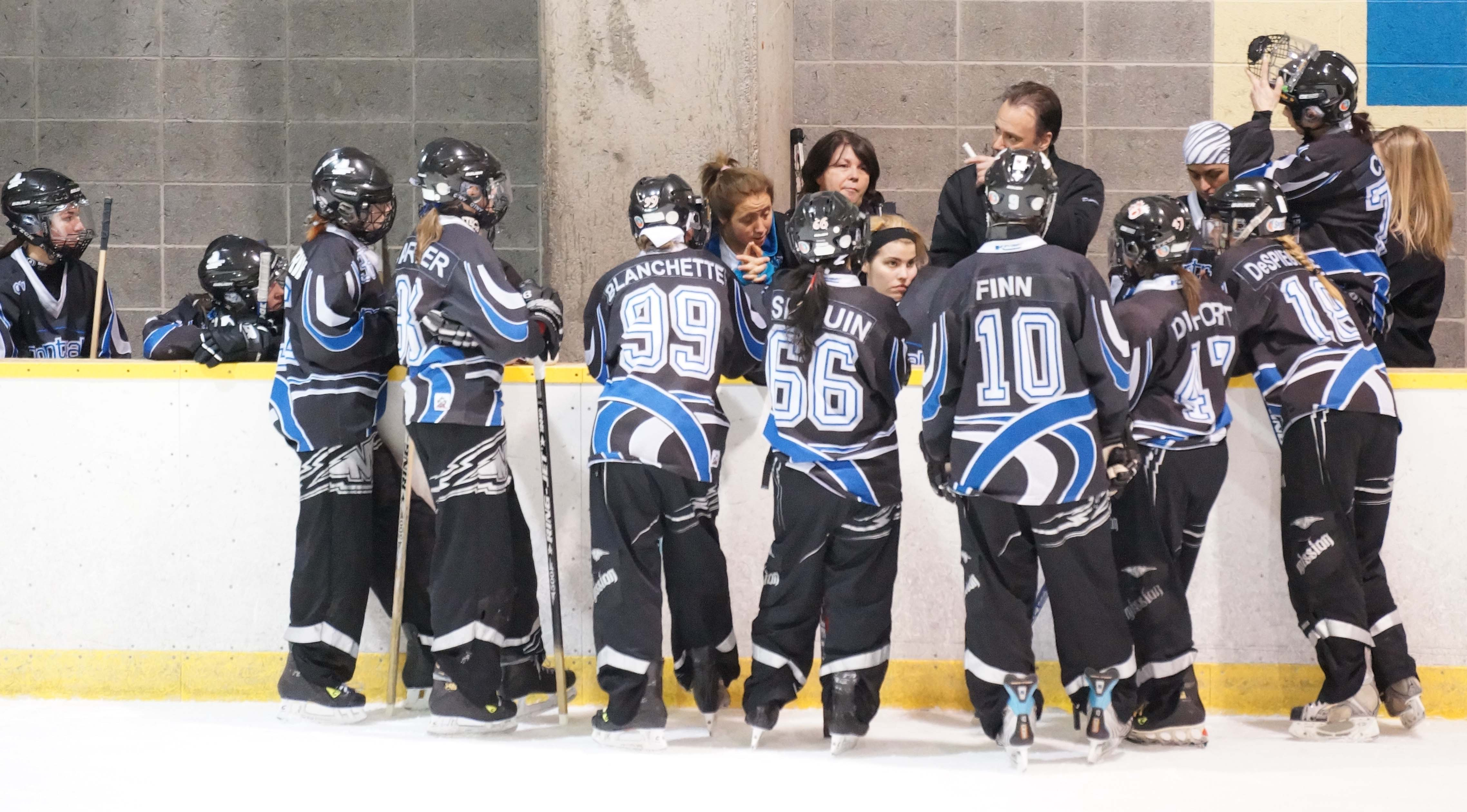

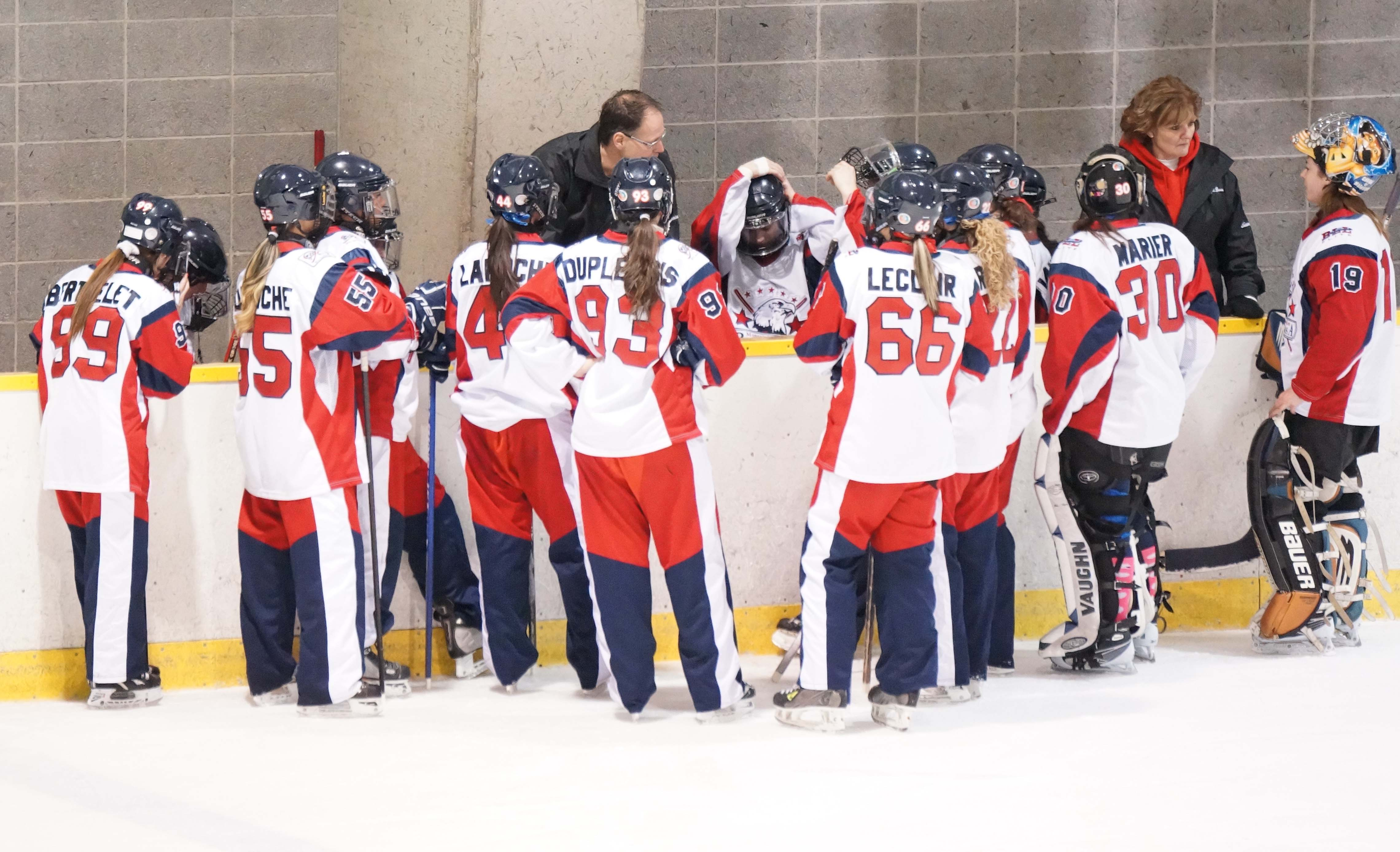

В 1963 году новую разновидность хоккея представил широкой публике канадский изобретатель шотландского происхождения Сэм Джекс. Игра, в которой шайба заменена на резиновое кольцо, а клюшка на палку, стал исключительно женским видом спорта, получившим название «Рингетт» (от англ. ring — кольцо).
На начальном этапе развития рингетта Канада была доминирующей страной, однако в настоящее время серьезную конкуренцию ей составляет Финляндия.

### Канада
В настоящее время в Канаде официально зарегистрировано около 26 тысяч профессиональных игроков в рингетт, а Высшая Лига национального чемпионата включает 17 команд. В других странах насчитывается ещё около 24 тысяч рингеттисток.

### Россия
В 1993 году в России была образована Федерация ринкбола, флорбола и рингетта, однако в Международную Федерацию, включающую Канаду, США, Чехию, Финляндию и Швецию, она сейчас не входит. Несколько раз команда из России принимала участия в чемпионатах мира. Однако, кто посылал сборную России на эти чемпионаты толком сказать нельзя. Несколько назад в санкт-петеребургском лицее № 369 была основана команда девочек по рингетту . Также были проведены мастер-классы в других школах города . Существовали планы создания национальной федерации на базе руководства лицея 
. Однако в настоящее время из-за нехватки финансовых средств развитие рингетта в Санкт-Петербурге прекратилось.

### Финляндия
В городе Лаппеэнранта открыта школа по обучению рингетту. Финляндия получала золотую медаль в рингетте на чемпионатах мира в 1994, 2000, 2004, 2007, 2010 и 2013 годов.

## Правила
Правила рингетта похожи на хоккейные: в каждой команде есть один вратарь и пять полевых игроков (два защитника, два нападающих и один своеобразный полузащитник). Целью является непременный заброс кольца в ворота противника.
Имеется ограничение по времени, взятое, вероятно, из баскетбола. Каждой команде дается 30 секунд на атаку, после чего кольцо переходит к противоположной стороне. Игрок может как катить кольцо по льду, так и нести его на палке, для чего не требуется отточенная техника, а на первый план выходит командная игра и четкая стратегия. Любые жесткие действия, будь то толчки в сторону борта или жесткие столкновения, запрещены правилами.

## Чемпионаты мира
Первый международный турнир, позднее получивший статус чемпионата мира, состоялся 1990 году в канадском Онтарио. Среди семи участников были представлены пять провинций Канады (Квебек, Альберта, Онтарио, Манитоба, Саскачеван), город Глостер и сборные Финляндии и США. Победителями стали рингеттистки Альберты, а американки замкнули турнирную таблицу.
В 1992 году в Хельсинки прошел ещё один турнир, победу в котором праздновала сборная Западной Канады, Восточная Канада стала второй, а Финляндия — третьей. Для России этот турнир был примечателен тем, что пятое место из шести команд заняла сборная России.
В 1994 в Миннесотте финские спортсменки смогли выиграть первый турнир в истории, а сборная России вновь завоевала пятое место. В последующие годы пальма первенства поочередно доставалась командам Канады и Финляндии (1996 — Канада, 2000 — Финляндия, 2002 — Канада), после чего сборная Финляндии выиграла четыре чемпионата подряд (2004, 2007, 2010 и 2013).
| Год  | Место проведения           | Золото      | Серебро     | Бронза      |
| ---- | -------------------------- | ----------- | ----------- | ----------- |
| 1990 | Глостер, Онтарио, Канада   | Альберта    | Онтарио     | Квебек      |
| 1992 | Хельсинки, Финляндия       | Канада West | Канада East | Финляндия   |
| 1994 | Сент-Пол, Миннесота, США   | Финляндия   | Канада East | Канада West |
| 1996 | Стокгольм, Швеция          | Канада      | Финляндия   | США         |
| 2000 | Хельсинки, Финляндия       | Финляндия   | Канада      | США         |
| 2002 | Эдмонтон, Альберта, Канада | Канада      | Финляндия   | США         |
| 2004 | Стокгольм, Швеция          | Финляндия   | Канада      | США         |
| 2007 | Оттава, Онтарио, Канада    | Финляндия   | Канада      | Швеция      |
| 2010 | Тампере, Финляндия         | Финляндия   | Канада      | США         |
| 2013 | Норт-Бей, Канада           | Финляндия   | Канада      | США         |